# Anjunabeats
Anjunabeats è una etichetta discografica britannica, creata dai produttori Jonathan "Jono" Grant e Paavo Siljamäki nel 2000.
Il primo disco venne intitolato Volume One, pubblicato nel 2000 sotto l'alias appunto Anjunabeats utilizzato da Grant e Siljamäki. 
Quando all'etichetta venne assegnato il nome Anjunabeats, Grant e Siljamäki scelsero altri alias da utilizzare per le loro produzioni come Free State e Dirty Devils.
I due parteciperanno poi, insieme a Tony McGuinness alla formazione del gruppo Above & Beyond.
Nel 2005, Above & Beyond ha aperto la sotto etichetta Anjunadeep, dove rilasciare singoli che non sarebbero stati consoni allo stile Trance dell'etichetta principale Anjunabeats. Il trio ha anche aperto altre 2 sotto etichette, Anjunadigital specializzata in remix e Hard On Recordings specializzata sul genere Hard house.
Anjuna è il nome di una spiaggia a Goa, sulla costa occidentale dell'India, meta popolare degli hippie negli anni sessanta e settanta, ancora popolare per molti turisti.